# Space Probe Taurus
Space Probe Taurus è un film del 1965 diretto da Leonard Katzman.

## Trama
Anno 2000: la nave spaziale Hope 1 viene lanciata nello spazio alla volta del pianeta Taurus, che pare colonizzabile dai terrestri, in virtù delle sue condizioni fisiche ed atmosferiche simili a quelle della Terra.
A bordo i rapporti fra i quattro membri dell’equipaggio non sono rilassati: il comandante, colonnello Hank Stevens è, almeno inizialmente, infastidito dalla presenza nella spedizione di una donna, Lisa Wayne che, da parte sua, non lesina parole sarcastiche verso il colonnello; John Andros viene accusato di essere lì col solo scopo di scrivere, al ritorno, un libro di successo, ed inoltre, donnaiolo, corteggia Lisa, col pericolo di distogliere la missione dal suo fine precipuo; solo Paul Martin, il più anziano, mantiene un atteggiamento equilibrato e saggio.
Il primo incontro con un extraterrestre avviene quando avvistano una strana aeronave, nella quale due membri della spedizione penetrano, per essere però attaccati da un alieno, che sono costretti, per difendersi, ad uccidere.
Proseguono il viaggio, ma dopo l’incontro con uno sciame di meteoriti, la Hope 1 manifesta seri malfunzionament, che li costringono ad approdare su un pianeta sconosciuto per cercare di riparare i guasti, il che richiederà un tempo considerevole. La nave spaziale perde ogni contatto con la Terra, e finisce sul fondale marino del pianeta, dove presto viene attorniata da strane creature simili ad enormi granchi. Il dover affrontare congiuntamente serie difficoltà rende gradualmente più armonici i rapporti fra i componenti dell’equipaggio: il colonnello Stevens chiede scusa a Lisa per il suo precedente atteggiamento maschilista, ed anzi fra i due si sviluppa reciproco rispetto ed amore; e John Andros risveglia la considerazione di tutti col suo candidarsi volontario nella pericolosa missione di raggiungere la superficie del mare.
Andros emerge e raggiunge la costa, ma durante il suo ritorno verso la nave spaziale inabissata, viene attaccato da un alieno dall’aspetto umanoide, e, per le ferite riportate, muore.
I superstiti riescono a riparare l’astronave, e ritornano verso la Terra. Ripristinati i collegamenti con la stazione di controllo terrestre, annunciano di voler denominare il pianeta, nel quale sono state riscontrate condizioni favorevoli alla vita umana, Andros 1.